# タンヴァイオサウルス
タンヴァイオサウルス（Tangvayosaurus "タンヴァイ"のトカゲの意味）はラオス、サワンナケート県のグレ・スペリオ累層（Grès SupériorFormation　 アプチアン-アルビアン）から発見された竜脚類恐竜の属である。基盤的なティタノサウルス類であり2,3個体の化石が知られている。
この属はホロタイプ標本であるTV4-1-TV4-36に基づいており、これらは部分的な骨盤、いくつかの胴椎、1個の尾椎、肋骨、および1個の上腕骨で構成されている。別の骨格には38個の尾椎、1個の頸椎、ほぼ1本分の後肢が含まれている。タイプ種はTangvayosaurus hoffetiで1999年にRonan Allainを筆頭とする12人の科学者により記載された。属名は発見地タンヴァイ（Tang Vay）とギリシャ語でトカゲを意味するσαῦροςから派生していて、種小名はフランスの地質学者Josué-Heilman Hoffetに献名されている。Allain et al.では、また同じ地層から発見された部分的な大腿骨と尾椎に基づき "Titanosaurus" fallotiとされた以前の種にも触れ、これをタンヴァイオサウルス属の一種T. sp.としている。最近の総説ではほぼ同時代、同地域の確立した竜脚類であるプウィアンゴサウルスと異なっているため、暫定的に属が維持されているが、T. fallotiをこの属に加えることは同意されていない。

ラオス、カイソーン・ポムウィハーン郡にあるタンヴァイオサウルスの復元像

## 参照
1. ↑  Allain, R.; Taquet, P.; Battail, B; Dejax, J.; Richir, P.; Véran, M.; Limon-Duparcmeur, F.; Vacant, R.; Mateus, O.; Sayarath, P.; Khenthavong, B.; and Phouyavong, S. (1999). “Un nouveau genre de dinosaure sauropode de la formation des Grès supérieurs (Aptien-Albien) du Laos” (French). Comptes Rendus de l'Académie des Sciences à Paris, Sciences de la Terre et des Planètes 329 (8):  609–616. Bibcode: 1999CRASE.329..609A. doi:10.1016/S1251-8050(00)87218-3.
2. ↑  Upchurch, Paul M.; Paul M. Barrett; and Peter Dodson (2004). “Sauropoda”. In Weishampel, David B., Peter Dodson, and Halszka Osmólska (eds.). The Dinosauria (2nd edition). Berkeley: University of California Press. pp. 259–322. ISBN 0-520-24209-2